# Studia z Dziejów Wojskowości
Studia z Dziejów Wojskowości – rocznik ukazujący się w Białymstoku od 2012 roku. Pismo zastąpiło ukazujące się w latach 1954–2009 „Studia i Materiały do Historii Wojskowości”. Redaktorem naczelnym jest: Karol Olejnik. W roczniku publikowane były: artykuły naukowe, recenzje, materiały dotyczące z zakresu historii wojskowości.